# جون ريتشموند
جون ريتشموند (بالإنجليزية: John Richmond) هو لاعب كرة قاعدة أمريكي، ولد في 5 مارس 1855 في فيلادلفيا في الولايات المتحدة، وتوفي بنفس المكان في 10 أكتوبر 1898.

## وصلات خارجية
- جون ريتشموند على موقعبيزبول رفرنس.كوم (الدوري الرئيسي) (الإنجليزية)
- جون ريتشموند على موقعبيزبول رفرنس.كوم (الدوري الثانوي) (الإنجليزية)